# Romitia
Romitia is een geslacht van spinnen uit de familie springspinnen (Salticidae).

## Soorten
De volgende soorten zijn bij het geslacht ingedeeld:
- Romitia albipalpis (Taczanowski, 1878)
- Romitia andina (Taczanowski, 1878)
- Romitia bahiensis (Galiano, 1995)
- Romitia colombiana (Galiano, 1995)
- Romitia juquiaensis (Galiano, 1995)
- Romitia ministerialis (C.L. Koch, 1846)
- Romitia misionensis (Galiano, 1995)
- Romitia nigra (Caporiacco, 1947)
- Romitia patellaris (Galiano, 1995)